# ЯЛТАМ
Подразделение подводных операций (ЯЛТАМ) (ивр. היחידה למשימות תת-מימיות (ילת"ם)‎; Ха-Йхида́ ли-Мсимо́т Тат-Меймиё́т) — подразделение в военно-морских силах Израиля, специализирующееся на подводных операциях и противостоянии саботажу и диверсиям.
Подразделение выполняет свою деятельность в различных конфигурациях водолазных работ, работая с использованием специальных судов, чтобы выполнять свои задачи для подразделения. База подразделения в настоящее время находится на военно-морской базе Хайфа.

## История
Ялтам был основан в 1963 году, как часть «подразделения 707», однако в 1983 году было преобразован в самостоятельное спецподразделение.

## Символ подразделения
В значке Ялтама находится осьминог, который намекает на способность справляться с различными миссиями и проблемами в глубине, а также адаптивность к изменениям во время миссии. В его центре находится военно-морская мина, которая намекает на проблему саботажа и диверсантов, с которой сталкивается подразделение. Символы военно-морского флота и символы ЦАХАЛа, символизируют готовность к бою, а оливковый лист символизирует стремление к миру.